# Interreg

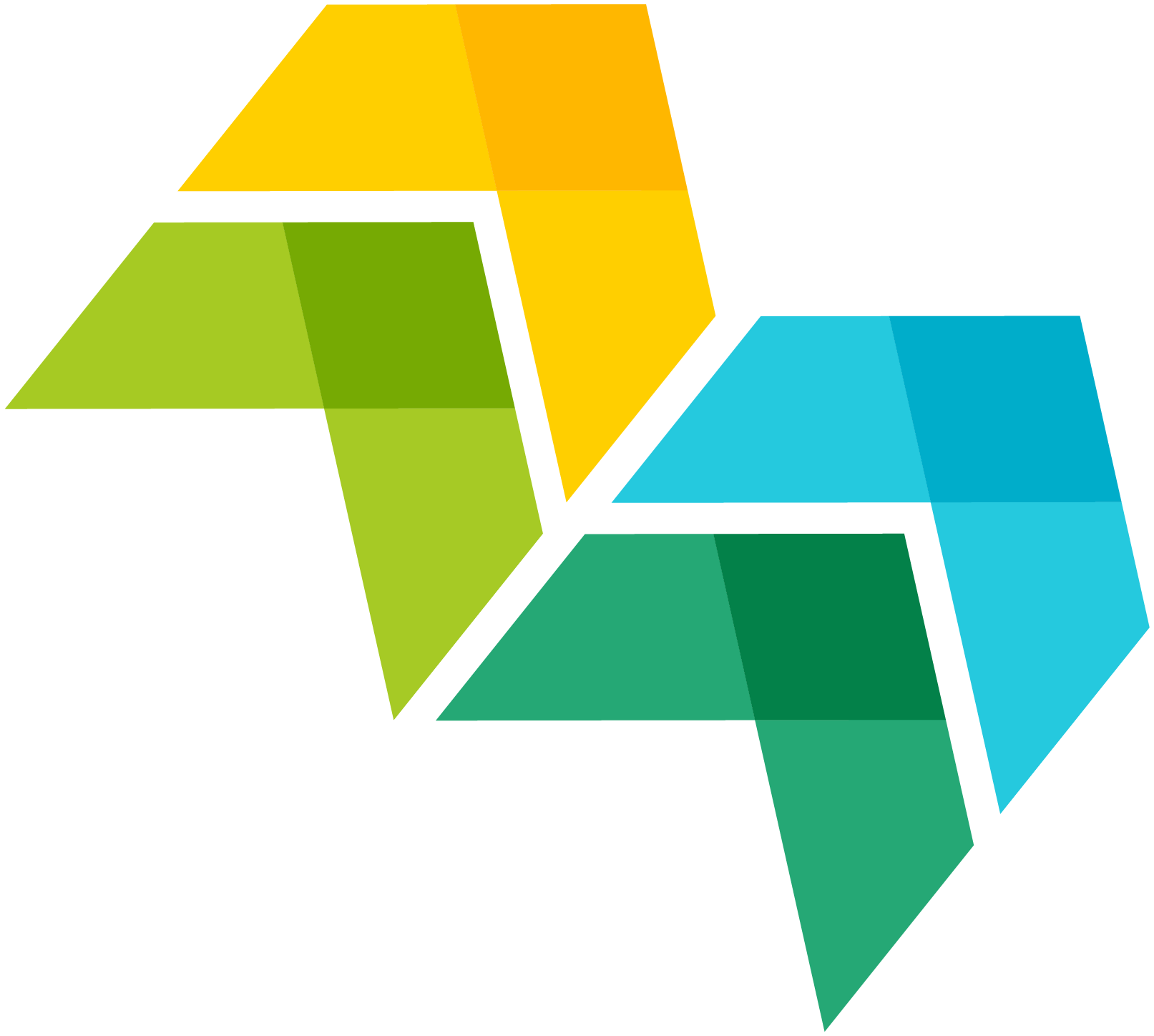
Logo

Interreg ist eine Gemeinschaftsinitiative des Europäischen Fonds für regionale Entwicklung (EFRE), welche auf die Förderung der Zusammenarbeit zwischen EU-Mitgliedstaaten und benachbarten Nicht-EU-Ländern abzielt. Die Programme sind dabei eingebettet in die Europäische Territoriale Zusammenarbeit (ETZ). Es ist neben dem Ziel „Konvergenz“ und dem Ziel „Regionale Wettbewerbsfähigkeit und Beschäftigung“ eigenständiges Instrument der europäischen Strukturpolitik.
Das Programm fördert grenzübergreifende Maßnahmen der Zusammenarbeit wie Infrastrukturvorhaben, die Zusammenarbeit öffentlicher Versorgungsunternehmen, gemeinsame Aktionen von Unternehmen oder Kooperationen im Bereich des Umweltschutzes, der Bildung, der Raumplanung oder Kultur und damit rund 37,5 % der Bürger der Europäischen Union, die in grenznahen Gebieten zu Hause sind, entlang der 38 internen Grenzen und hilft die Nachteile geographischer und auch linguistischer Barrieren und Entwicklungshemmnisse zu reduzieren.

## Allgemeine Ziele
Grundsätzlich besitzt Interreg drei Ausrichtungen:
- Ausrichtung A ist die grenzüberschreitende Zusammenarbeit. Hierin wird Weiterentwicklung der wirtschaftlichen und sozialen Zusammenarbeit in benachbarten Grenzregionen vorangetrieben.
- Ausrichtung B die transnationale Zusammenarbeit. Die Zusammenarbeit zwischen nationalen, regionalen und kommunalen Partnern in transnationalen Kooperationsräumen soll die territoriale Integration dieser Räume erhöhen.
- Ausrichtung C die interregionale Zusammenarbeit. Kooperationsnetze und Erfahrungsaustausch sollen die Wirksamkeit bestehender Instrumente für Regionalentwicklung und Kohäsion verbessern.

Laut der EU ist das allgemeine Ziel von Interreg, „dafür zu sorgen, daß nationale Grenzen kein Hindernis für eine ausgewogene Entwicklung und Integration des europäischen Raumes sind“. Grenzgebiete haben zwei Probleme: Die Grenze stellt eine Zerschneidung in wirtschaftlichem, kulturellen sowie sozialem Sinne dar und Grenzregionen werden von nationaler Politik häufig vernachlässigt. Aus diesen Gründen und dadurch, dass durch Erweiterungen die Binnengrenzen zunehmen und neue Außengrenzen entstehen, ist eine Förderung von grenzübergreifenden Projekten notwendig.
Im Rahmen der transnationalen Zusammenarbeit (Ausrichtung „Interreg“ B) des Ziels „Europäische territoriale Zusammenarbeit“ fördert die Europäische Union aus Mitteln des Europäischen Fonds für regionale Entwicklung (EFRE) die transnationale Zusammenarbeit mit dem Ziel einer integrierten territorialen Entwicklung. Das heißt, dass Projekte sowohl die räumlichen Bedingungen, wie Infrastruktur, Ressourcen, Siedlungsstrukturen, wirtschaftliche, soziale, ökologische und kulturelle Gegebenheiten, als auch Auswirkungen auf andere Bereiche in dem jeweiligen Territorium berücksichtigen sollen, um eine ausgeglichene räumliche Entwicklung zu unterstützen. Im Mittelpunkt stehen dabei die Förderung von Innovation, die Förderung eines zukunftsfähigen Umwelt- und Risiko-Managements, die Verbesserung der internen und externen Erreichbarkeit der Kooperationsräumen sowie die Förderung attraktiver und wettbewerbsfähiger Städte und Regionen.
Darüber hinaus sollen Politiken auf nationaler, transnationaler und europäischer Ebene, wie das Europäische Raumentwicklungskonzept (EUREK) oder die Territoriale Agenda der EU berücksichtigt werden.

### Merkmale transnationaler Projekte
- Beispielgebend: Erarbeitung von Beispiellösungen und Verallgemeinerung der Erfahrungen und Lernprozesse
- Übertragbar: Erarbeitung von Lösungen für zusammenhängende staatenübergreifende Entwicklungszonen oder -korridore
- Transnational: Mitwirkung von Partnern aus verschiedenen Staaten
- Territorial: Behandlung von Problemen mit Bedeutung bzw. Wirkung für den Kooperationsraum oder größerer Teile davon
- Prozessual: Sicherung gemeinsamer transnationaler Projektentwicklung, Durchführung, Finanzierung und Umsetzung

## Interreg V
Die Initiative Interreg V verfügt in Summe über ein EU-weites Gesamtbudget von 10,1 Milliarden Euro im Zeitrahmen 2014 bis 2020.

### Interreg V A
Interreg V A setzt die grenzübergreifende Zusammenarbeit benachbarter Gebietskörperschaften auf der Basis gemeinsamer Strategien für den Zeitraum von 2014 bis 2020 fort.
Förderfähig sind wie bisher alle NUTS-3 Gebiete entlang von Binnen- und Außengrenzen sowie bestimmte Küstenregionen.

### Interreg V B
Interreg V B beinhaltet 15 Kooperationsprogramme. Sie werden aus Mitteln des Europäischen Fonds für regionale Entwicklung (EFRE) mit insgesamt 2,1 Milliarden Euro für die Periode von 2014 bis 2020 bezuschusst.
Kooperationsräume
- Nordseeraum
- Nordwesteuropa
- Nördliche Peripherie und Arktis
- Ostseeraum
- Donauraum
- Atlantischer Raum
- Alpiner Raum
- Mitteleuropa
- Adriatisch-Ionischer Raum
- Balkan-Mittelmeerraum
- Südwesteuropa
- Mittelmeerraum
- Karibischer Raum
- Amazonischer Raum
- Raum Indischer Ozean

### Interreg V C
Interreg V C deckt die vier interregionalen Kooperationsprogramme Interreg EUROPE, INTERACT, URBACT und ESPON im Zeitrahmen von 2014 bis 2020 ab.
Die Programme werden vom Europäischen Fonds für regionale Entwicklung mit 500 Millionen Euro unterstützt.

## Interreg IV
Die Initiative Interreg IV verfügte in Summe über ein EU-weites Gesamtbudget von 8,7 Milliarden Euro.
- Interreg IV-Projekt "Bergbauerlebnis an der VIA CLAUDIA AUGUSTA"
  - in Italien: Laaser Marmor
  - in Österreich: Heilerin vom Gurgltal

### Interreg IV B
Mit Interreg IV B setzte die Europäische Kommission von 2007 bis 2013 die Förderung der im Rahmen von Interreg II C (1996–1999) erprobten und durch Interreg III B (2000–2006) weiterentwickelten staatenübergreifende Zusammenarbeit zur Raumentwicklung fort.
Kooperationsräume
Die transnationale Zusammenarbeit im Rahmen von Interreg IV B erfolgt in großen staatenübergreifenden Kooperationsräumen. Diese wurden zum Teil im Laufe der bisherigen Interreg-Zusammenarbeit neu zugeschnitten. Deutschland ist an der Zusammenarbeit in fünf von den insgesamt dreizehn Kooperationsräumen beteiligt:
Programme mit deutscher Beteiligung
- Alpenraum

Beteiligt: Deutschland, Frankreich, Italien, Slowenien und Österreich sowie die Nicht-EU-Mitgliedstaaten Schweiz und das Fürstentum Liechtenstein

EU-Fördermittel bis 2013: rund 98 Millionen Euro
- Nordseeraum

Beteiligt: Deutschland, Dänemark, Belgien, Niederlande, Vereinigtes Königreich und Schweden sowie das Nicht-EU-Mitglied Norwegen

EU-Fördermittel bis 2013: 139 Millionen Euro
- Ostseeraum

Beteiligt: Deutschland, Dänemark, Estland, Finnland, Lettland, Litauen, Polen und Schweden sowie die Nicht-EU-Mitglieder Norwegen, Russland und Belarus

EU-Fördermittel bis 2013: 208 Millionen Euro
- Nordwesteuropa

Beteiligt: Deutschland, Belgien, Frankreich, Irland, Luxemburg, Niederlande und Vereinigtes Königreich sowie die Schweiz

EU-Fördermittel bis 2013: 355 Millionen Euro
- Mitteleuropa

Beteiligt: Deutschland, Italien, Polen, Slowenien, Slowakei, Tschechien und Ungarn in enger Zusammenarbeit mit der Ukraine

EU-Fördermittel bis 2013: 246 Millionen Euro
Weitere Programme
- Atlantischer Raum
- Karibischer Raum
- Raum Indischer Ozean
- Raum Azoren-Madeira-Kanaren
- Mittelmeerraum
- Nördliche Peripherie
- Südosteuropa
- Südwesteuropa

## Interreg III
In der dritten Auflage (Interreg III) für den Zeitraum 2000–2006 wurden besonders Regionen in äußerster Randlage sowie Regionen entlang der Grenzen zu den Beitrittsländern gefördert. Die Initiative verfügte über ein EU-weites Gesamtbudget von 5,8 Milliarden Euro. Mit Interreg-Mitteln geförderte Programme müssen von den Mitgliedstaaten kofinanziert werden. Das bedeutet, maximal 50 % der Gesamtkosten (in Ziel-1-Regionen 75 %) dürfen mit Interreg-Mitteln finanziert werden.
Es wurden erstmals drei Programmteile unterschieden:
- Interreg III A: Grenzübergreifende Zusammenarbeit,
- Interreg III B: Transnationale Zusammenarbeit,
- Interreg III C: Interregionale Zusammenarbeit.

Durch das Projekt INTERACT sollen die Akteure von Interreg besser miteinander vernetzt und gesammelte Erfahrungen gegenseitig besser nutzbar gemacht werden.

### Interreg III A
Ziel ist die grenzübergreifende Zusammenarbeit benachbarter Gebietskörperschaften. Auf der Basis gemeinsamer Strategien sollen die räumliche Entwicklung gefördert und grenzübergreifende wirtschaftliche und soziale Pole geschaffen werden. Der Aspekt der Nachhaltigkeit ist unbedingt zu beachten.
Förderfähig sind alle Gebiete entlang von Binnen- und Außengrenzen sowie bestimmte Küstenregionen. Alle müssen unter das Kriterium NUTS-3 fallen.

#### Ausgewiesene Gebiete
- Interreg-III-A-Projekt „Feuchtgrünland und Storchenlebensräume zwischen Alpenrhein und Donau“ mit Projektgebieten
  - in Deutschland
    - Hepbacher-Leimbacher Ried, Salem, Markdorfer Eisweiher und Deggenhausertal im Bodenseekreis
    - Hilzingen/Engen, Gottmadingen und Gailingen im Landkreis Konstanz
    - Rimpacher Moos, Isny und Ravensburg im Landkreis Ravensburg
    - Pfullendorf und Bad Saulgau im Landkreis Sigmaringen

  - in Liechtenstein
    - Ruggeller Riet
    - Bannriet

  - in Österreich
    - Schweizer Reid, Lauteracher Ried und Wolfurter Ried in Vorarlberg

  - in der Schweiz
    - Marientratt im Kanton St. Gallen
- Interreg-III-A-Projekt "Knappendorf Burgberg – Knappenwelt Gurgltal"
  - in Bayern: Knappendorf Burgberg
  - in Österreich: Knappenwelt Gurgltal

### Interreg III B
Ziel

Das Ziel ist die transnationale Zusammenarbeit zwischen nationalen, regionalen und lokalen Behörden zur Förderung der räumlichen Integration mit den Beitrittskandidaten der EU und anderen Drittländern. Außerdem soll eine nachhaltige, harmonische und ausgewogene Entwicklung gesichert werden.
Förderfähige Gebiete

Das EU-Gebiet wird in 13 sogenannte Programmzonen aufgeteilt. Je nach lokaler Position kann (meist) nur an einem Interreg Programm teilgenommen werden. Es kommt jedoch auch zu Überschneidungen.

### Interreg III C
Ziel

Ziel ist der Aufbau von Netzwerken in Regionen, die einen Entwicklungsrückstand haben oder sich in einer Umstellung befinden. Die Instrumente der Regionalentwicklung und Kohäsion werden dabei gefördert.
Förderfähige Gebiete

Grundsätzlich sind alle Gebiete der Gemeinschaft förderfähig. (siehe: Großregion)